# Marie d'Egmont
Ne doit pas être confondu avec Marie de Gueldre.
Titres
Régente du royaume d'Écosse
3 août 1460 – 1er décembre 1463
Reine d'Écosse
3 juillet 1449 – 3 août 1460
Marie d'Egmont ou de Gueldre, née à Grave (Hollande) en 1434 et morte au château de Roxburgh le 1er décembre 1463, est reine et régente d'Écosse.

## Famille
Elle est la fille d'Arnold d'Egmont, duc de Gueldre, et de Catherine de Clèves.
Elle épouse Jacques II (1430-1460), roi d'Écosse, à l'abbaye d'Holyrood près d'Édimbourg le 3 juillet 1449 et elle est couronnée par James Kennedy. Le couple a plusieurs enfants :
- N Stuart (19 mai 1450), mort à l'âge de six heures ;
- Jacques III (1451-1488), roi d'Écosse ;
- Marie Stuart (1453-1488), mariée en 1467 (séparés en 1473) à Thomas Boyd (mort en 1474), comte d'Arran, puis en 1474 à James Hamilton (1415-1479), premier Lord Hamilton ;
- Alexandre Stuart (1454-1485), duc d'Albany ;
- Marguerite (1455-?), maîtresse de William Crichton ;
- David (v. 1456-1457), comte de Moray ;
- John Stuart (1459-1479), comte de Mar et de Garioch.

## Biographie
Son mari meurt accidentellement à l'âge de trente ans alors qu'il assiège le château de Roxburgh. Elle assure la régence au nom de son fils, âgé de neuf ans. Elle fonde pour le repos de son époux l'église de Trinity College Kirk (en), dont il ne reste plus qu'une abside.
Durant cette régence, elle accueille la reine d'Angleterre Marguerite d'Anjou, qui sollicite son aide en sa faveur dans la guerre des Deux-Roses, en échange de la cession de la ville et du château de Berwick.
Elle y fut inhumée, bien que sa sépulture fut déplacée dans l'abbaye de Holyrood en 1848.

## Source
- Notices d'autorité :   - VIAF
  - LCCN
  - WorldCat

- (en) Cet article est partiellement ou en totalité issu de l’article de Wikipédia en anglais intitulé « Mary of Guelders » (voir la liste des auteurs).
- (en) Rosalind K. Marshall, Scottish Queens: 1034-1714, Tuckwell Press, East Linton, 2003  (ISBN 1-86232-271-6), p. 63.